# Пазини, Тимотео
Тимотео Пазини (итал. Timoteo Pasini; 7 августа 1829, Феррара — 13 июня 1888, Буэнос-Айрес) — итальянский композитор, дирижёр и музыкальный педагог.

## Биография
Начал учиться музыке в родном городе у Франческо Дзаганьони, затем в Риме у Франческо Базили и в Консерватории Сан-Пьетро-а-Майелла в Неаполе у Саверио Меркаданте. Вернувшись в родной город, работал как оперный дирижёр. В 1870 году стал первым директором учреждённого городскими властями Музыкального лицея и института (ныне Феррарская консерватория) и руководил им до 1874 года. В 1874 году отправился в Монтевидео, дирижировал оперными постановками в Театре Солис. С 1881 года жил в Буэнос-Айресе, преподавал частным образом.
Сын — Ферруччо Пазини, известный на рубеже XIX—XX веков специалист по генеалогии и геральдике.

## Творчество
Пазини написал две оперы, обе были поставлены в Ферраре. «Имельда де Ламбертацци» (итал. Imelda de' Lambertazzi; 1850, либретто Камилло Боари), на тот же сюжет, что и одноимённая опера Гаэтано Доницетти двадцатью годами ранее, рассказывает мелодраматическую историю о двух влюблённых, разделённых враждой между гвельфами и гибеллинами. «Джоанна Грей» (итал. Giovanna Grey; 1853, либретто Джованни Пеннакки) посвящена юной королеве Англии Джейн Грей, царствовавшей девять дней, а затем низложенной и казнённой.
Кроме того, Пазини написал ряд духовных сочинений. К феррарскому периоду относится сочинённая им кантата «Прощание добровольца» (итал. La partenza del volontario), посвящённая добровольцам Джузеппе Гарибальди в войне за объединение Италии 1859 года, к аргентинскому — Траурный марш для Гарибальди, исполненный в Буэнос-Айресе на траурных мероприятиях по случаю его смерти духовым оркестром в составе 200 музыкантов.